# Менг-по (Плутон)
Менг-по је назив за тамно подрчије у регији "Боксер" на патуљастој планети Плутон. Добио је име по кинеској богињи подземља "Менг-по".